# Cave World
Cave World는 스웨덴의 포스트 펑크 밴드 비아그라 보이스의 세번째 정규 음반이다. 2022년 7월 8일 Year0001를 통해 발매되었으며, 2023년 1월 13일 4개의 곡이 추가된 음반의 디럭스 버전이 발매되었다.
Cave World는 코로나19 봉쇄 기간에 작업되었으며, 코로나19 백신에 관한 다양한 이야깃거리는 음반 제작에 상당한 영향을 끼쳤다. 그리고 이 음반은 인류의 기원 (특히 구석기 시대), 코로나 바이러스에 관한 음모론 및 잘못된 정보 등에서 역시 영향을 받았다.
Exclaim!의 마크 트렘블리는 이 음반을 포스트 펑크와 뉴 레이브의 융합이라고 이야기 한 바 있으며, Dazed를 포함한 매거진들의 연말결산에 포함되기도 했다.

## 트랙 리스트
| #            | 제목                                   | 재생 시간 |
| ------------ | -------------------------------------- | --------- |
| 1.           | 〈Baby Criminal〉                      | 4:39      |
| 2.           | 〈Cave Hole〉                          | 0:39      |
| 3.           | 〈Troglodyte〉                         | 3:19      |
| 4.           | 〈Punk Rock Loser〉                    | 3:57      |
| 5.           | 〈Creepy Crawlers〉                    | 3:09      |
| 6.           | 〈The Cognitive Trade-Off Hypothesis〉 | 3:55      |
| 7.           | 〈Globe Earth〉                        | 0:41      |
| 8.           | 〈Ain't No Thief〉                     | 3:59      |
| 9.           | 〈Big Boy〉 (feat. Jason Williamson)   | 5:30      |
| 10.          | 〈ADD〉                                | 3:37      |
| 11.          | 〈Human Error〉                        | 0:29      |
| 12.          | 〈Return to Monke〉                    | 6:28      |
| 총 재생 시간 | 총 재생 시간                           | 40:22     |

| #            | 제목                | 재생 시간 |
| ------------ | ------------------- | --------- |
| 13.          | 〈It Ain't Enough〉 | 4:43      |
| 14.          | 〈Stretch My Arms〉 | 3:39      |
| 15.          | 〈Milk Farm〉       | 5:38      |
| 16.          | 〈Only Friend〉     | 3:27      |
| 총 재생 시간 | 총 재생 시간        | 57:49     |